# John Delbridge
John Delbridge (* 1955 auf der Kanalinsel Guernsey) ist ein britischer Regisseur, Autor und Produzent. Delbridge machte sich vor allem mit Verfilmungen der Romane der Autorinnen Katie Fforde und Inga Lindström einen Namen, bei denen er jeweils mehrfach Regie führte.

## Leben
Delbridge ging in England zur Schule und nahm dort auch sein Maschinenbaustudium auf. Nach Beendigung seines Studiums arbeitete er unter anderem als Werbefotograf und Musiker. Er besuchte Regieseminare, war als Regieassistent tätig und arbeitete dann selbst als Regisseur. Seine Karriere beim Fernsehen startete er mit Wissens- und Jugendsendungen wie Moskito, Pickwick-Club oder Kopfsprünge. Auch bei Kochsendungen wie Besser essen in Deutschland und Guten Appetit führte er Regie. Dem jüngeren Publikum blieb er bis in die 1990er Jahre treu mit Folgen von Hallo Spencer, Sesamstraße und Kinder im Verkehr. Für diese letztgenannten Sendungen arbeitete Delbridge teilweise auch als Drehbuchautor. In Kanada inszenierte und produzierte Delbridge die Familienserie Family Passion (deutsch Macht der Leidenschaft).
In Deutschland führte der Wahl-Hamburger Regie in verschiedenen Fernsehserien, wie zum Beispiel St. Angela, Verbotene Liebe, Im Namen des Gesetzes, Alphateam – Die Lebensretter im OP und Unter den Linden – Das Haus Gravenhorst. Fürs ZDF führte er bei diversen Folgen der erfolgreichen Serie girl friends – Freundschaft mit Herz sowie den Serien Die Albertis und Da kommt Kalle Regie. Eine weitere Arbeit von Delbridge war die Regie in der losen Reihe Liebe, Babys und ein großes Herz. Auch Romanverfilmungen der beim Publikum sehr beliebten Autorinnen Rosamunde Pilcher, Inga Lindström, Katie Fforde, Utta Danella und Emilie Richards gehören zu seinem Repertoire.
John Delbridge ist Mitglied der Directors Guild of Great Britain und des Bundesverbandes der Regisseure (BVR).

## Filmografie
(Die Zahlen in den Klammern beziehen sich auf die Anzahl der Folgen, bei denen Delbridge Regie führte.)
- 1988 Der Sommer des Falken (Kinofilm, Co-Regie)
- 1989–1991: Hallo Spencer (Reihe, 7 Folgen)
- 1991: Leonie Löwenherz (Fernsehserie, Folge Geschenke für Spencer)
- 1993: Sesamstraße (Fernsehserie, Folge Der Zirkus)
- 1994: Im Namen des Gesetzes (Fernsehserie)
- 1995: Verbotene Liebe (Fernsehserie, 10 Folgen)
- 1996: Die Wache (Fernsehserie, Folge Falsche Rezepte)
- 1997: Parkhotel Stern (Fernsehserie)
- 1997–2002: St. Angela (Fernsehserie, 15 Folgen)
- 1998: Terranet C@fé (Serie)
- 1998: Alphateam – Die Lebensretter im OP (Fernsehserie, Folge Alles auf Herz)
- 2000: Herzschlag – Das Ärzteteam Nord (Fernsehserie, Folge Herzattacke)
- 2002: Mensch Markus (Fernsehserie)
- 2002: Die Anstalt – Zurück ins Leben (Fernsehserie, Folgen Das Gutachten und Verliebt, verlobt, verrückt)
- 2004–2005: Die Albertis (Fernsehserie, 4 Folgen)
- 2004–2005: girl friends – Freundschaft mit Herz (Fernsehserie, 7 Folgen)
- 2005–2016 Inga Lindström (Fernsehreihe, 8 Episoden)
  - Das Geheimnis von Svenaholm
  - In den Netzen der Liebe 
  - Sommertage am Lilja-See
  - Vickerby für immer
  - Wiedersehen in Eriksberg
  - Die Sache mit der Liebe
  - Der schwarze Schwan
  - Familienbande
- 2006: Unter den Linden – Das Haus Gravenhorst (Reihe – 3 Folgen)
- 2007: Mein Herz in Afrika
- 2008: Rosamunde Pilcher: Pfeile der Liebe (Reihe)
- 2008–2010: Liebe, Babys und ein großes Herz (Fernsehreihe, Episoden 2–5)
- 2008: Da kommt Kalle (Fernsehserie, Folgen 13–25)
- 2009: Dreißig Karat Liebe
- 2009: Vorzimmer zur Hölle
- 2010–2012: Utta Danella (Fernsehreihe, 3 Episoden)
  - Liebe mit Lachfalten
  - Sturm am Ehehimmel
  - Wer küsst den Doc?
- 2010–2011: Emilie Richards (Fernsehreihe, 3 Episoden)
  - Denk nur an uns beide
  - Der Zauber von Neuseeland
  - Entscheidung des Herzens
- 2010–2012: Katie Fforde (Fernsehreihe, Episoden 1+2, 4+5 + 7)
  - Eine Liebe in den Highlands
  - Festtagsstimmung
  - Harriets Traum
  - Zum Teufel mit David
  - Leuchtturm mit Aussicht
- 2012: Heiter bis tödlich: Morden im Norden (Fernsehserie, 3 Folgen)
- 2014–2017: In aller Freundschaft (Fernsehserie, 21 Folgen)
- 2019: Meine Mutter spielt verrückt
- 2020: Meine Mutter traut sich was
- 2021: Meine Mutter im siebten Himmel
- 2022: Meine Mutter gibt es doppelt

## Auszeichnungen
- 1991: Prix Jeunesse für „Moskito“
- 1994: Christopherus-Preis für „Straßenmäuse“
- 2002: Deutscher Comedypreis für „Mensch Markus“